# Jules Alexandre Daveau
Jules Alexandre Daveau, född 29 februari 1852 i Argenteuil, död 24 augusti 1929 i Montpellier, var en fransk botaniker. 
Redan som tonåring arbetade han som lärling vid Muséum national d'histoire naturelle i Paris.
1875 skickades han med en botanisk expedition till Cyrenaica. Där samlade han växter på uppdrag av den portugisiske botanikern Julio Augusto Henriques.
1876 – 1893 chefträdgårdsmästare för botaniska trädgården i Lissabon. 
Från 1893 var han konservator vid botaniska trädgården och herbariet i Montpellier.
Daveau är mest känd för sina studier av Portugals flora, och har beskrivit 38 nya arter.
Auktorsnamnet Daveau kan användas för Jules Alexandre Daveau i samband med ett vetenskapligt namn inom botaniken; se Wikipediaartiklar som länkar till auktorsnamnet.

## Eponymer
- (Asteraceae) Daveaua Willk. ex Mariz
- (Asteraceae) Erigeron daveauanus (Sennen) Greuter
- (Cistaceae) Cistus × daveauanus P.Silva
- (Fabaceae) Trifolium daveauanum Thell.
- (Iridaceae) Romulea daveauana Emb. & Maire
- (Plumbaginaceae) Armeria daveaui (Cout.) P.Silva

## Medaljer
Av de 5 dekorationerna på porträttet är 2 portugisiska, nämligen Cruz de Cristo och São Tiago & Academia das Ciencias de Lisboa.